# 西迪布濟德省
西迪布濟德省（阿拉伯语：‎）是突尼西亞中部的一個省。面積6,994平方公里，2004年人口395,506人。首府西迪布濟德。下分十二縣。